# Глори, Андре
Андре Глори (фр. André Glory; 14 мая 1906, Курбевуа — 29 июля 1966, недалеко от Оша) — французский священник, археолог, спелеолог и историк, специализирующийся на доисторической эпохе. Лауреат Монтионовской премии (1939).

## Биография
Родился 14 мая 1906 года в Курбевуа. После изучения теологии Глори был рукоположен в священники в 1933 году в Страсбурге.
С 1935 года стал интересоваться спелеологией и археологией. Назначенный куратором в Орбе (Верхний Рейн), проводил раскопки неолитических стоянок в этом регионе и собирал документы, которые позже использовал в своей диссертации. Вторая мировая война привела его в Тулузу, где он был назначен профессором естественных наук, рисования и истории в небольшой католической духовной семинарии. Обучался археологии и получил диплом по доисторической эпохе в 1941 году, а затем, при поддержке Анри Брёйля и графа Бегуэна, в 1942 году получил докторскую степень в Католическом университете Тулузы за диссертацию о неолитической цивилизации в Верхнем Эльзасе.
В 1943 году вместе с францисканцем Фредериком-Мари Бергунью участвовал в работе над книгой по доисторической антропологии «Les Premiers Hommes».
29 июля 1966 года погиб вместе с аббатом Жаном-Луи Виллевейгу в дорожной аварии, возвращаясь после посещения недавно открытых пещер в Испании.

## Спелеология
В 1935 году Глори возглавляет спелеологическую деятельность в своём регионе, Эльзасе.
19 августа 1935 года вместе с Робером де Жоли открыл пещеру Авен д’Орньяк. Одна из частей этой пещеры носит его имя.
В конце 1940-х годов исследовал подземный регион Савоньер-ан-Пертуа; 18 сентября 1948 года в сопровождении Ролана Луврье спустился на дно провала Савоньер.

## Археология
С 1936 года Глори публиковал и читал лекции по археологии. Он воспользовался отпуском, чтобы посетить пещеры с пещерной живописью, такие как Пеш-Мерль и Гаргас. В 1949—1950 годах он обнаружил пещеры с палеолитическими гравировками в Эббу и Коломбье в Ардеше, затем провёл раскопки в Атлантических Пиренеях и Верхних Пиренеях (пещеры Лабастид). Только в 1958 году он был назначен инженером в Национальном центре научных исследований (НЦНИ).
С 1952 по 1963 год, по просьбе аббата Анри Брёйля и с помощью скудных отпускных, занимался изучением пещерного искусства Ласко. Было найдено более 1 400 гравюр. Его терпели во время проведения строительных работ в пещере, и он смог собрать доисторические предметы, найденные рабочими. По словам Андре Леруа-Гурана, в 1982 году он был «человеком, который лучше всех знал Ласко».
В 1953 году исследовал пещеру в Сен-Сирке в Дордони.
Накапливал заметки и документы о Ласко и откладывал различные предметы для изучения. Написал рукопись книги для НЦНИ об этой пещере и её открытиях. В 1963 году ему пришлось отказаться от работы в Ласко. Все «сокровища аббата Глори», якобы потерянные или украденные в 1966 году, были найдены только в 1999 году и опубликованы в 2008 году Бриджит и Жилем Деллюк.
В Керси он быстро изучил основные доисторические пещеры: Куньяк, Кузуль, Эскабас, Пергузе, Рукадур и Фьё в 1965 году. Также работал в Бара-Бао, Лалинде, Истурице, Эббу и Габийю.
К концу жизни увлёкся шаманизмом. Очень мнительный и не обладающий этнографической культурой, он вообразил, что найдёт ответы на многие вопросы, поставленные доисторическим искусством, и вызвал резкую критику со стороны Андре Леруа-Гурана.